# Bodo Bischoff
Bodo Alexander Bischoff (* 24. April 1952 in Bielefeld) ist ein deutscher Musikwissenschaftler und Chorleiter.

## Ausbildung und Laufbahn
Bischoff absolvierte den altsprachlichen Zweig am Schadow-Gymnasium in  Berlin-Zehlendorf (Abitur 1971). Es folgte ein Studium der Erziehungswissenschaft und Schulmusik für das Lehramt an Gymnasien, sowie Musiktheorie (bei Heinrich Metzler und Heinrich Poos) und Musikwissenschaft (bei Elmar Budde und Helmut Kühn) an der Hochschule der Künste Berlin. Außerdem studierte er Biologie und Musikwissenschaft bei Klaus Kropfinger und Rudolf Stephan an der Freien Universität Berlin. 1979 legte er sein zweites Staatsexamen in Schulmusik und Biologie ab.
Seit 1981 wirkte Bischoff als Studienrat im Hochschuldienst am Musikwissenschaftlichen Seminar der Freien Universität Berlin. 1992 erfolgte seine Promotion in Musikwissenschaft, in seiner Dissertation hatte er sich mit der Entwicklung der Beethoven-Rezeption Robert Schumanns befasst.
Seit 1989 ist Bischoff auch in der Chorleiterausbildung tätig, dies sowohl in Berlin, als auch am Nordkolleg Rendsburg, an der Bundesakademie für kulturelle Bildung in Wolfenbüttel und an den Musikausbildungsstätten Schloss Zeillern und Schloss Zell in Österreich.
Seit 1992 nimmt er einen Lehrauftrag für Musikwissenschaft an der Universität Kassel wahr. Vom WS 1997/98 bis zum SS 1999 hatte er eine Vertretungsprofessor für Musikwissenschaft an der Universität Kassel sowie die Leitung der Fachrichtung Schulmusik inne. Es erfolgte die Berufung in das Wissenschaftliche Landesprüfungsamt der Universität Kassel und die Mitgliedschaft in der Kommission für die Erstellung eines neuen Konzeptes zur Novellierung der Studiengänge Schulmusik, angewandte Musikwissenschaft und Musikpädagogik an der Universität Kassel.

## Publikationen (Auswahl)
- Monument für Beethoven. Die Entwicklung der Beethoven-Rezeption Robert Schumanns. Köln 1994, ISBN 3-925366-26-1. (zugleich: Dissertation Freie Universität Berlin)
- mit Andreas Eichhorn, Ulrich Siebert und Thomas Gerlich (Hrsg.): Klaus Kropfinger: Über Musik im Bilde. Schriften zu Analyse, Ästhetik und Rezeption in Musik und Kunst. 2 Bände. Köln 1995, ISBN 3-925366-29-6